# نیو کولومبوس (ایندیانا)
نیو کولومبوس (به انگلیسی: New Columbus) یک منطقهٔ مسکونی در ایالات متحده آمریکا است که در ایندیانا واقع شده‌است. نیو کولومبوس ۲۷۴٫۰۲ متر بالاتر از سطح دریا واقع شده‌است.